# L'Espoir
Pour les articles homonymes, voir Espoir.
L'Espoir est un roman écrit par André Malraux qui a paru en décembre 1937 aux éditions Gallimard. Il relate les événements importants du début de la guerre d'Espagne, du putsch militaire franquiste du 18 juillet 1936 à la bataille de Guadalajara en mars 1937, où les républicains ont été victorieux.

## Résumé
Toute l'intrigue de L'Espoir est focalisée dans le camp républicain et décrit la manière dont celui-ci s'organise et se construit à partir des différentes tendances de gauche dans le pays (communistes, anarchistes, socialistes...) et des soutiens extérieurs dont ils bénéficient (les brigades internationales, le soutien tactique soviétique).
Il est divisé en trois parties :
- L'illusion lyrique décrit l'enthousiasme des républicains pensant pouvoir stopper l'ennemi avec leur seul courage désorganisé, et ses conséquences menant à la création d'une vraie armée.
- Le Manzanarès désigne le fleuve derrière lequel les républicains boutent les nationalistes en reprenant Madrid. Il s'ensuit le siège de la ville par les fascistes, le bombardement de la ville et l'attaque terrestre épique où les républicains vainquent une nouvelle fois.
- L'Espoir mêle scènes d'aviation, d'exode et de sauvetage autour de la mission héroïque de Teruel dirigé par Magnin, dont le destin va sceller la victoire des républicains à Guadalajara.

André Malraux adapte lui-même son roman au cinéma en 1939 sous le nom de Espoir, sierra de Teruel. Censuré à sa sortie à cause de la Seconde Guerre mondiale, il est réhabilité en 1945. Avant sa sortie en librairie, L'Espoir paraît sous forme de feuilleton dans le journal communiste Ce soir .

## Personnages principaux
- Manuel peut être considéré comme le personnage principal du roman. Militant communiste d'une trentaine d'années, ancien ingénieur du son, il est encore assez individualiste au moment du soulèvement et est jeté dans l'action un peu à contrecœur. Au fil de faits d'armes d'importance croissante, il se révèle excellent officier et remarquable meneur d'hommes, et fait par là le difficile apprentissage du commandement et des responsabilités qu'il entraîne.
- Magnin est probablement le personnage dans lequel Malraux a mis le plus de lui-même. Ancien ingénieur et dirigeant d'une grande ligne aérienne française, meneur d'hommes aussi courageux qu'intraitable, il est le chef des mercenaires et volontaires internationaux qui soutiennent l'aviation républicaine. Bien que les détails biographiques ne correspondent pas (Magnin est un ancien ingénieur aéronautique, Malraux n'a jamais volé), le rôle qu'il joue dans la guerre rappelle fortement celui de Malraux : comme lui il est venu de France pour diriger une escadrille d'aviateurs internationaux, et il est un intellectuel partagé entre l'attachement aux valeurs qu'il est venu défendre et la nécessité d'une action militaire efficace. La mélancolie qu'il exprime vers la fin du roman semble le résultat des différents dilemmes qui structurent le roman. Ce personnage est porteur de l'ensemble de ces tensions, tout comme le romancier, et il fait le même choix que lui : celui de l'action.
- Sils, surnommé le Négus est porteur des valeurs anarchistes dans le roman. C'est un prolétaire qui a été impliqué par le passé dans des actions politiques violentes qui lui ont valu plusieurs années de prison. Sa méfiance, et même son dégoût envers toute forme de discipline sont mis en relief. Il considère l'ordre et la hiérarchie comme des valeurs fascistes, et estime, comme les autres anarchistes, que l'on doit se distinguer de ses ennemis jusque dans la façon de vivre. Si l'on ne met pas en pratique au moment même des affrontements les valeurs pour lesquelles on se bat, alors le combat est dénué de sens.
- Garcia et Scali sont deux universitaires qui incarnent d'autres réponses possibles des intellectuels au choix de l'engagement. Le premier, ethnologue espagnol, applique sa puissance d'analyse et de travail à un rôle de renseignement militaire où il excelle. Le second, historien de l'art italien, choisit la voie de l'action dans l'aviation internationale aux côtés de Magnin mais découvre ses limites de chef lors d'une crise qui secoue l'escadrille.
- Ximénès est un colonel de la garde civile, fervent catholique, qui est resté fidèle à la République bien que ce soient les nationalistes qui se réclament de l'Église. Excellent officier, patient et fin pédagogue, il est surnommé "le Vieux Canard" par ses hommes. Il est le mentor de Manuel dans l'apprentissage au commandement de celui-ci et incarne la branche minoritaire du catholicisme espagnol qui avait refusé le franquisme.
- Hernandez est un officier de carrière resté fidèle à la République qui joue un rôle de premier plan lors du siège de l'Alcázar de Tolède. Par sa conduite honorable, il incarne comme Ximénès la noblesse de caractère d'une minorité de l'armée espagnole.
- Ramos est un militant communiste.
- Heinrich est un général républicain.
- Leclerc, Polsky, Gardet, Darras et Sembrano sont des aviateurs.

## Inspiration
Le compositeur espagnol Gustavo Durán a inspiré Malraux pour le personnage de Manuel García.